# Helenium
Helenium é um género botânico pertencente à família Asteraceae.

## Classificação do gênero
| Sistema | Classificação                                | Referência               |
| ------- | -------------------------------------------- | ------------------------ |
| Linné   | Classe Syngenesia, ordem Polygamia superflua | Species plantarum (1753) |

## Espécies
- Helenium amarum (Raf.) H.Rock
- Helenium apterum (S.F.Blake) Bierner
- Helenium argentinum Ariza
- Helenium arizonicum S.F.Blake
- Helenium aromaticum (Hook.) L.H.Bailey
- Helenium atacamense Cabrera
- Helenium autumnale L.
- Helenium bigelovii A.Gray
- Helenium bolanderi A.Gray
- Helenium brevifolium (Nutt.) Alph.Wood
- Helenium campestre Small
- Helenium chihuahuense Bierner
- Helenium donianum (Hook. & Arn.) Seckt
- Helenium drummondii H.Rock
- Helenium elegans DC.
- Helenium fimbriatum (Michx.) A.Gray
- Helenium flexuosum Raf.
- Helenium glaucum (Cav.) Stuntz
- Helenium hoopesii
- Helenium insulare (Phil.) Cabrera
- Helenium integrifolium
- Helenium laciniatum A.Gray
- Helenium linifolium Rydb.
- Helenium longiaristatum Cuatrec.
- Helenium mexicanum Kunth
- Helenium microcephalum DC.
- Helenium ovallense Bierner
- Helenium pinnatifidum (Schwein. ex Nutt.) Rydb.
- Helenium polyphyllum Small
- Helenium puberulum DC.
- Helenium quadridentatum Labill.
- Helenium radiatum (Less.) Seckt
- Helenium scaposum Britton
- Helenium scorzonerifolium (DC.) A.Gray
- Helenium thurberi A.Gray
- Helenium tinctorium (Molina) J.F.Macbr.
- Helenium urmenetae (Phil.) Cabrera
- Helenium vallenariense (Phil.) Bierner
- Helenium vernale Walter
- Helenium virginicum S.F.Blake

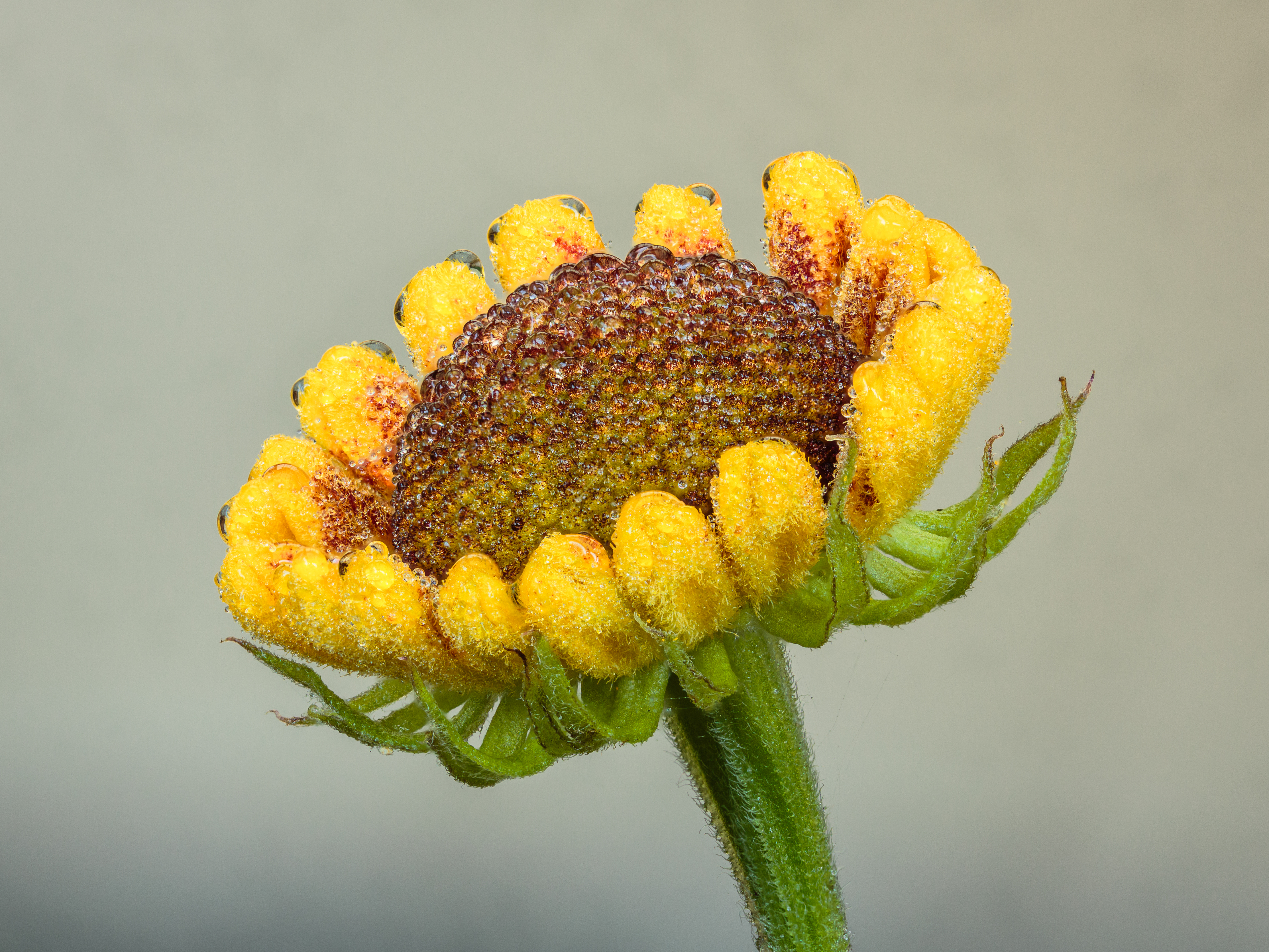
helenium 'El dorado'.
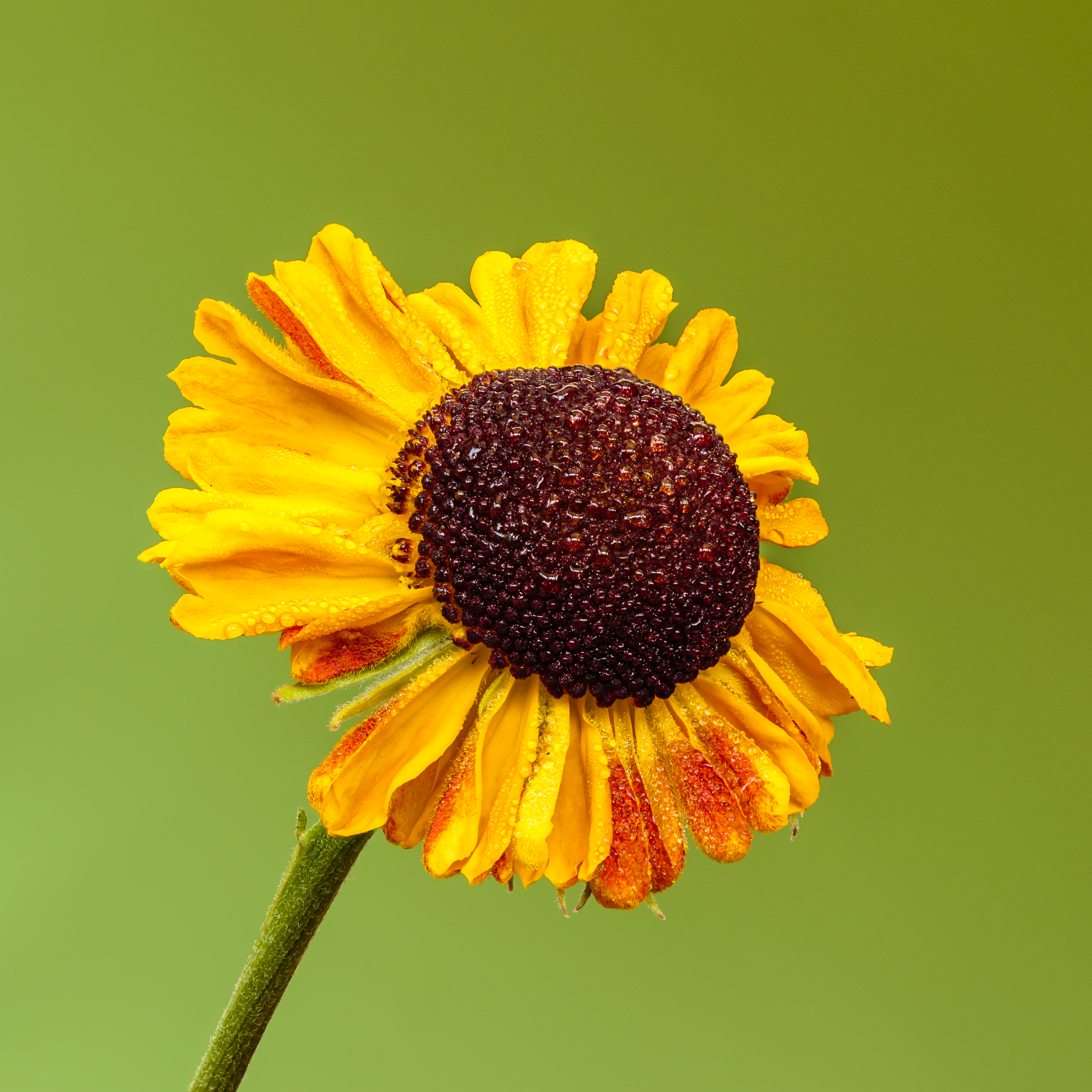
'helenium 'Flamingo'.
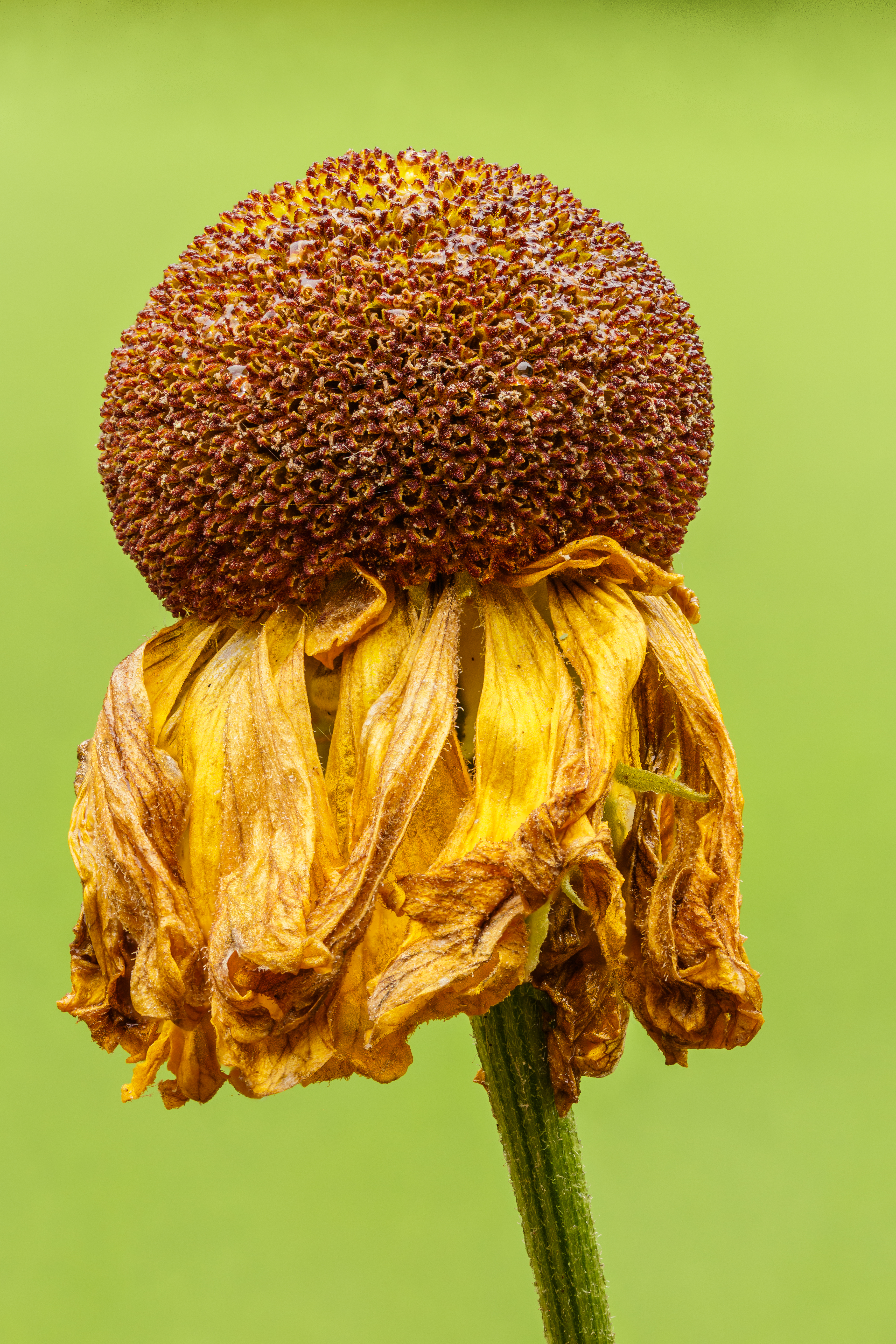
helenium 'El dorado'.
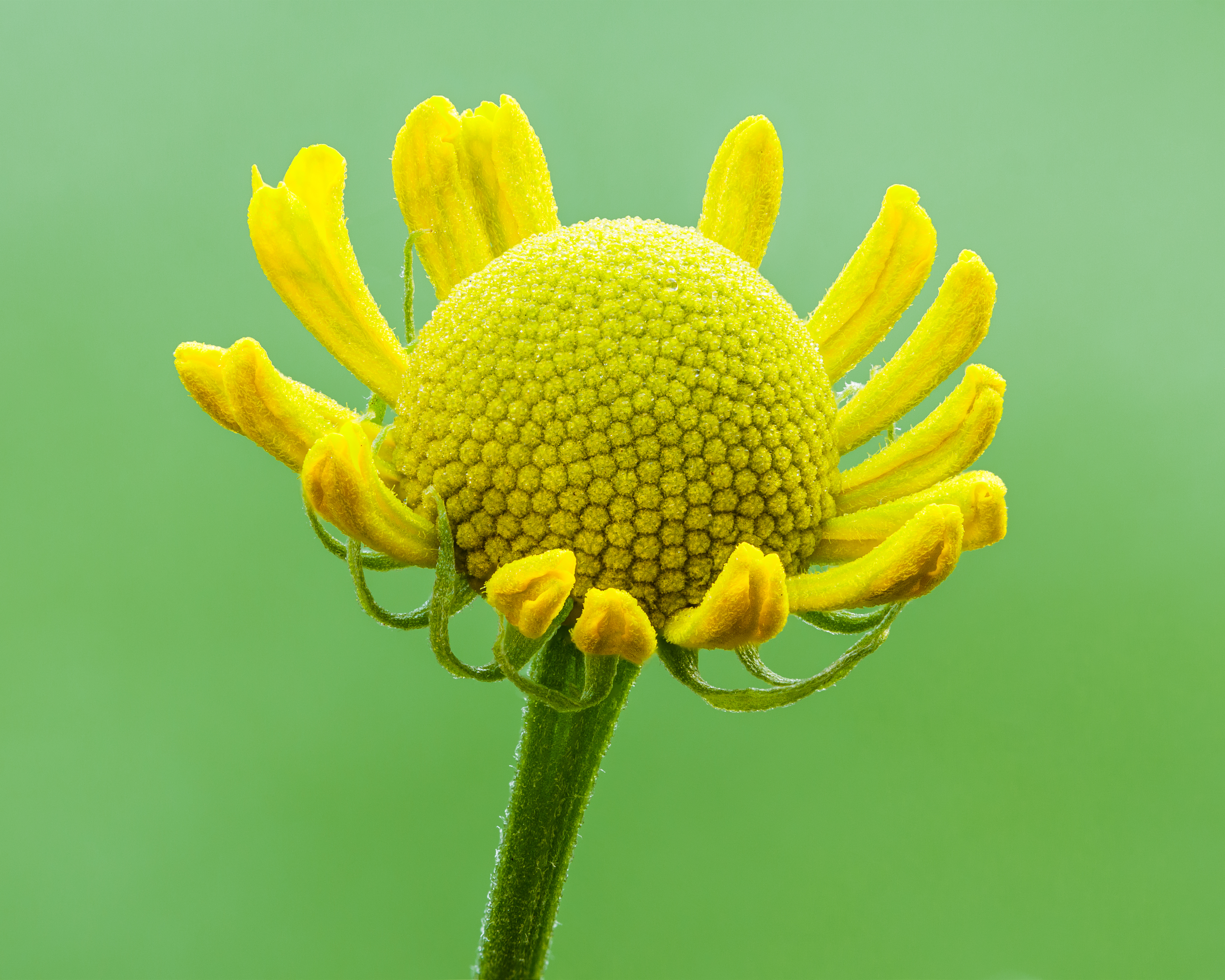
Helenium autumnale.